# Esparron-de-Verdon
Esparron-de-Verdon – miejscowość i gmina we Francji, w regionie Prowansja-Alpy-Lazurowe Wybrzeże, w departamencie Alpy Górnej Prowansji.

## Demografia
Według danych na rok 1990 gminę zamieszkiwało 290 osób, a gęstość zaludnienia wynosiła 8 osób/km². W styczniu 2015 r. Esparron-de-Verdon zamieszkiwało 430 osób, przy gęstości zaludnienia wynoszącej 11,9 osób/km².